# Лойташ (пролом)
Лойташ (на немски: Leutaschklamm), също Лойташки пролом на духовете, е пролом (ждрело) в Митенвалд и Унтерлойташ в граничния регион между Бавария и Тирол, през който протича реката Лойташер Ахе.

## История
Още през 1880 г. проломът Лойташ е затворен отчасти до високият 23 м. водопад. Проломът е открит за туристи през 2006 г. Чрез един финансиран от ЕС немско-австрийски проект на стойност 1,4 милиона евро, са монтирани стоманени пътеки и мостове с обща дължина 970 м. Откриването на пътеката става на 24 май 2006 г.

## Интересни факти
Една геополитическа особеност в региона е свързана с гостилницата Ederkanzel (1208 м.). Основното помещение на гостилницата и тоалетните се разполагат в Германия, откритата тераса на ресторанта се намира в Австрия. Граничният камък се намира да стената на сградата. Съъгласно договореността между двете данъчни служби, цената на напитките на терасата е съгласно немският данъчен закон. 

## Галерия
- Проломът Лойташ през 1900
- Проломът Лойташ през 1900
- Панорамен мост над пролома Лойташ
- Близо до входа на пролома
- Водопад в края на пролома